# Programme de Gotha
Pour les articles homonymes, voir Gotha.
Le congrès socialiste de Gotha s'ouvre à Gotha en Allemagne, le 22 mai 1875. Il voit l'émergence du premier parti socialiste : le SAP, futur SPD.
Le programme de Gotha est né de ce congrès. Il consiste en des lois sociales pour la nouvelle classe ouvrière. Il appelle au suffrage universel, à la liberté d'association, à la limitation de la journée de travail et à d'autres lois protégeant les droits et la santé des travailleurs ainsi que des hausses de salaires. Le programme de Gotha est explicitement socialiste.
Le théoricien socialiste Karl Marx en fait la critique dans un texte qui n'est publié qu'après sa mort : Critique du programme de Gotha.